# SC Borea Dresden
Der SC Borea Dresden ist ein Sportverein aus dem Norden der sächsischen Landeshauptstadt Dresden. Im Jahre 1991 gegründet, hieß er bis 2007 FV Dresden-Nord. Die Fußballmannschaft spielt in der 6. Liga, der Sachsenliga. Einer der Vorläufer war die Fußball-Sektion der BSG Motor TuR Dresden-Übigau, deren erste Mannschaft jahrelang in der Fußball-Bezirksliga Dresden aktiv war (3. Liga in der DDR).
Die erste Herrenmannschaft des Vereins spielte von 1996 bis 2011 in der Fußball-Oberliga Nordost. Bekannt sind der SC Borea und seine Vorgänger für ihre erfolgreiche Fußball-Nachwuchsarbeit. Der Verein betreibt ein eigenes Internat mit 42 Betten.

## Geschichte
Der Verein entstand unter dem Namen SV SEM Dresden im Jahr 1991 aus den Fußballabteilungen zweier Vereine aus dem Dresdner Norden.

### SV TuR Dresden-Übigau
Einer dieser beiden Vereine war TuR Übigau, das seinerseits auf zwei verschiedene Betriebssportgemeinschaften zurückgeht: Schiffswerft Übigau und Motor Nordwest.

#### BSG Motor Schiffswerft Übigau
Bereits in der Zeit vor dem Zweiten Weltkrieg bestanden Sportvereine in Dresden-Übigau. Dies waren namentlich der 1885 gegründete Turnverein Übigau sowie der Rote Sportverein, der 1929 durch Abspaltung vom TV Übigau entstanden war, vorübergehend das Schloss Übigau gepachtet hatte und schon 1933 als Arbeitersportverein wieder verboten wurde. Unmittelbar nach Kriegsende wurden alle Vereine zunächst zwangsaufgelöst.
In den ersten Nachkriegsjahren ließ die Sowjetische Militäradministration in Deutschland die Bildung kommunaler Sportgruppen zu. In ihnen durften jene Personen Sport treiben, die in der betreffenden Verwaltungseinheit wohnhaft waren. Im Stadtteil Übigau entstand dementsprechend die SG Dresden-Übigau. Durch eine grundlegende Reform des Sportsystems wurden zumeist noch in den späten 1940er Jahren die Sportgruppen durch ihren Anschluss an Volkseigene Betriebe nach sowjetischem Vorbild zu Betriebssportgemeinschaften (BSG). Die SG Dresden-Übigau wurde hierbei dem Trägerbetrieb VEB Schiffswerft Übigau angegliedert. Die seitdem BSG Motor Schiffswerft Dresden-Übigau genannte Sportgemeinschaft spielte bis 1958 auf Kreisebene auf dem Übigauer Sportplatz Washingtonstraße, wo später noch zum Teil die Junioren von TuR Übigau ihre Heimpartien austrugen und der nach der Wende zum Hundeübungsplatz umgenutzt wurde.

#### BSG Motor Nordwest Dresden
Die BSG Motor Nordwest Dresden war die Betriebssportgemeinschaft des größtenteils im nordwestlichen Dresdner Stadtteil Mickten angesiedelten VEB Transformatoren- und Röntgenwerk „Hermann Matern“ Dresden (TuR). Der Sportplatz der BSG Motor, deren Name schon auf einen Trägerbetrieb aus der Maschinenbaubranche hinwies, war das sogenannte Rudi-Pinkert-Stadion, der heutige Sportplatz Wurzener Straße im Stadtteil Pieschen. Hier hatte vor der BSG-Gründung die SG Dresden-Mickten unter anderem mit dem späteren DDR-Oberliga-Torschützenkönig Harry Arlt gespielt, die die Fußballarbeit der SG Dresden-Friedrichstadt fortführte und somit in der Tradition des Dresdner SC stand. Einige Micktner Spieler traten im Zuge der Umwandlung ihrer SG in die BSG Sachsenverlag Dresden im Mai 1950 zur späteren BSG Motor Nordwest über.
Die Fußballmannschaft von Motor Nordwest geht zurück auf die SG Dresden-Cotta, die von 1946 bis 1949 zunächst Bezirksliga gespielt hatte und anschließend unter anderem mit Heinz Schwipps in der Ost-Staffel der sächsischen Landesliga antrat. Im zweiten Landesligajahr wurde die SG Cotta mehrfach umbenannt, zunächst im August 1950 in BSG Post Dresden. Nach deren Fusion mit der BSG Trafowerk Dresden (gegründet im Februar 1948 in der Altmicktner Lindenschänke) im September 1950 spielte die Mannschaft unter dem Namen BSG Motor Trafo Dresden. Ab Dezember 1950 hieß sie dann zunächst BSG Mechanik Nordwest Dresden, seit Februar 1951 schließlich BSG Motor Nordwest Dresden. Am Ende der Landesligasaison 1950/51 stieg die Mannschaft als Tabellenletzter in die Bezirksklasse ab. In der Folgesaison belegte Motor Nordwest in der Staffel Dresden den vorletzten Rang. Durch die Vergrößerung der Bezirksklasse Dresden auf mehrere Staffeln entging die Mannschaft jedoch dem erneuten Abstieg und verblieb für weitere drei Spielzeiten bis 1955 in dieser Liga. In der Übergangsrunde 1955 und der Saison 1956 trat sie sogar in der DDR-Bezirksliga an, stieg anschließend aber wieder in die Bezirksklasse ab.

#### Fusion von Schiffswerft und Nordwest zur BSG Motor TuR Dresden-Übigau

Logo der BSG Motor TuR Dresden-Übigau

Im Jahr 1958 wurde der VEB Schiffswerft Übigau in den VEB TuR Dresden integriert, um fortan Behälter für Großtransformatoren herzustellen. Dies zog unweigerlich eine Vereinigung der beiden Betriebssportgemeinschaften nach sich. Aus der BSG Motor Schiffswerft Dresden-Übigau und der BSG Motor Nordwest Dresden entstand am 5. September 1958 die BSG Motor Transformatoren- und Röntgenwerk Dresden-Übigau, die den an der Wurzener Straße gelegenen Sportplatz der BSG Motor Nordwest Dresden ausbaute (Stadioneinweihung am 7. Oktober 1962) und auch deren Startberechtigung in der Bezirksklasse übernahm. Die neue BSG hatte rund 1400 Mitglieder und bestand aus 15 Sektionen, darunter Fußball. Die erste Fußball-Herrenmannschaft von TuR Übigau, so die gängige Kurzbezeichnung, spielte von 1959 bis 1962, von 1965 bis 1980 und schließlich ab 1985 in der Bezirksliga Dresden, die zwischen 1963 und 1990 die dritthöchste Spielklasse der DDR darstellte. Außerdem erreichte sie insgesamt dreimal das Finale um den Dresdner Bezirkspokal. Im Jahre 1990 erfolgten schließlich der Eintrag ins Vereinsregister und die damit einhergehende Umbenennung in SV TuR Dresden-Übigau e. V. In der folgenden Saison gewann man erstmals den Bezirkspokal.

### SG Dynamo Heide Dresden

Logo SG Dynamo Heide

Ähnlich wie die SG Dresden-Übigau wurde bald nach Kriegsende die SG Dresden-Albertstadt gegründet, die die Nachfolge des bereits vor der Jahrhundertwende gegründeten VfB Albertstadt antrat. Aus der SG Albertstadt ging später über Umwege die im März 1969 gegründete SG Dynamo Heide Dresden hervor, die der Sportvereinigung Dynamo angehörte und nach der Dresdner Heide benannt war, welche an das angestammte Sportgelände im Jägerpark angrenzte. Dynamo Heide war die Sportgemeinschaft der Bezirksverwaltung Dresden des DDR-Ministeriums für Staatssicherheit (MfS, „Stasi“), die an der nahe dem Jägerpark vorbeiführenden Bautzner Straße ihren Sitz hatte (heute Gedenkstätte Bautzner Straße Dresden), und diente als ein „Farmteam“ zur Entwicklung junger Fußballspieler für Dynamo Dresden. Die Spieler dieses Trainingszentrums gingen an eine Kinder- und Jugendsportschule, um später zum genannten Leistungsschwerpunkt zu wechseln, dessen erste Mannschaft eine der erfolgreichsten der DDR-Geschichte war. Im September 1987 wurde Dynamo Heide vorübergehend in SG Dynamo Feliks Edmundowitsch Dzierzynski Dresden umbenannt. Diesen Ehrennamen bekam die Sportgemeinschaft anlässlich des damaligen 110. Geburtstags des polnisch-russischen Berufsrevolutionärs und Tscheka-Gründers Feliks Dzierżyński verliehen.

### Fusion von TuR Übigau und Dynamo Heide zum SV SEM Dresden

Logo des FV Dresden-Nord

Am 15. August 1991 wurden die Fußballabteilungen aus Dynamo Heide und TuR Übigau herausgelöst und schlossen sich zum SV Siemens Elektronik Meßtechnik Dresden e. V. zusammen. Der SV SEM Dresden konnte somit auf der guten Nachwuchsarbeit von Dynamo Heide aufbauen und gleichzeitig die Spielklasse der Herren von TuR Übigau übernehmen. Die restlichen Abteilungen der beiden Gründungsvereine bestehen als SV TuR Dresden e. V. und Dresdner SV Albertstadt 1991 e. V. bis heute fort. Die damalige Fusion stellt die eigentliche Vereinsgründung des jetzigen SC Borea Dresden dar, der in der Zwischenzeit mehrfach umbenannt wurde.

### Entwicklung als FV Dresden-Nord
Zunächst gab sich der SV SEM am 1. Juli 1992 den neuen Namen FV Dresden-Nord e. V. Besonders in den ersten Jahren war der Weg des Vereins sehr erfolgreich. Schon 1993 gelang der ersten Herrenmannschaft neben dem letzten der drei Bezirkspokalsiege in Folge, von denen allerdings jeder einzelne unter verschiedenen Namen errungen wurde, der Aufstieg in die Sachsenliga. Im Jahre 1996 gewann die Elf die Landesmeisterschaft und stieg somit nach nur drei Landesliga-Spielzeiten in die Südstaffel der NOFV-Oberliga auf, wo sich der FV Nord dauerhaft im oberen Tabellendrittel etablierte.

### Umbenennung in SC Borea Dresden

Aktuelles Logo SC Borea Dresden

Eine vom FV Dresden-Nord angestrebte erneute Namensänderung war im zweiten Halbjahr 2007 Gegenstand einer Kontroverse zwischen dem Verein und dem Sächsischen Fußballverband (SFV). Am 1. Juli 2007 sollte eine Umbenennung nach SC Boreas Dresden erfolgen, wurde aber vom Verband, der einen Sponsoring-Hintergrund durch eine gleichnamige, in Dresden ansässige Windkraftprojektierungs-Firma befürchtete, unter Androhung von Sanktionen untersagt. Dabei berief er sich auf die Satzung des Deutschen Fußball-Bundes (DFB), wonach Änderungen, Ergänzungen oder Neugebungen von Vereinsnamen und Vereinszeichen zum Zwecke der Werbung unzulässig sind. Daraufhin wurde Ende Juli 2007 der Vollzug der Umbenennung durch den Verein rückgängig gemacht bzw. ausgesetzt. Am 6. Dezember 2007 wurde schließlich die Umbenennung in SC Borea Dresden e. V. wirksam und damit die Auseinandersetzung beigelegt. Der neue Vereinsname ist angelehnt an Boreas, den Nordwind der griechischen Mythologie. Damit soll ein Bezug zum alten Namen FV Dresden-Nord hergestellt, gleichzeitig aber ein attraktiverer Name geführt werden. Das Kürzel FV für Fußballverein wurde durch SC für Sportclub ersetzt, da sich der Verein auch für andere Sportarten weiter öffnen möchte.

### Entwicklung als SC Borea Dresden
Weitere Abteilungen des Sportclubs sind Badminton und Budō-Ninjutsu, wichtigste Abteilung ist jedoch nach wie vor Fußball. In der Saison 2009/10 nahm der SC Borea mit drei Herren- und zwölf Juniorenmannschaften am offiziellen Spielbetrieb teil. Außerdem gehörten zwei Seniorenteams und eine Freizeitsportmannschaft zur Abteilung Fußball. Vor Beginn der Saison 2010/11 zog der Verein seine zweite Herrenmannschaft zurück. In der Saison 2011/12 gab es neben den beiden Seniorenmannschaften nur noch eine Herrenmannschaft, dafür aber drei Freizeitsport- sowie 13 Juniorenmannschaften. Nach vier absolvierten Spielen wurde Anfang September 2011 auch die erste Herrenmannschaft finanziell bedingt aus dem laufenden Spielbetrieb zurückgezogen. Borea Dresden stand damit als erster Absteiger der Oberliga Nordost fest. In der Saison 2012/13 war die erste Herrenmannschaft in der Fußball-Sachsenliga startberechtigt. Unter wechselnder sportlicher Leitung – auf den zurückgetretenen André Müller folgte Kay Mattheß, der wiederum vom Trainer-Trio Thomas Baron, Antoni Jelen und Thomas Lauke abgelöst wurde – stand die erste Herrenmannschaft als Absteiger in die Bezirksliga schon früh fest. In der 2014 in Landesklasse umbenannten Bezirksliga übernahm Thomas Klippel die Mannschaft. Im Sommer 2015 stieg der SC Borea in die Stadtoberliga ab, die aus der Bezirksklasse hervorgegangen war, aus welcher der Vorläufer TuR Übigau 30 Jahre zuvor aufgestiegen war. Ihre erste Stadtoberligasaison (2015/16) beendete die Mannschaft auf Rang zehn, die zweite (2016/17) als Tabellenzweiter. Damit stieg sie gemeinsam mit der SG Dresden Striesen in die Landesklasse Ost auf, nachdem dort durch den Rückzug der zweiten Mannschaft des Bischofswerdaer FV ein Startplatz frei geworden war. In den folgenden fünf Spielzeiten konnte sich die Mannschaft stets in der Abschlussplatzierung steigern: Von Platz 13 (2017/18) über 11 (2018/19), 4 (2019/20) und 3 (2020/21) bis hin zu Rang 2 (2021/22). 2023 stieg der Verein als Meister in die Sachsenliga auf.

## Ligazugehörigkeit ab 1990
- 1990–1993: Bezirksliga Dresden
- 1993–1996: Landesliga Sachsen
- 1996–2011: Oberliga Nordost, Staffel Süd (kurz nach Beginn der Saison 2011/12 zurückgezogen)
- 2012/13: Sachsenliga
- 2013/14: Bezirksliga Sachsen Ost
- 2014/15: Landesklasse Sachsen Ost
- 2015–2017: Stadtoberliga Dresden
- 2017/18–2022/23: Landesklasse Sachsen Ost
- seit 2023/24: Landesliga Sachsen

## Erfolge
- Meister der Sachsenliga 1996
- Meister der Bezirksliga Dresden 1993
- Sieger des Bezirkspokals Dresden 1991 (als SV Motor TuR Übigau), 1992 (als SV SEM Dresden) und 1993 (als FV Dresden-Nord)
- Finalist im Bezirkspokal Dresden 1967, 1972 und 1990 (als BSG Motor TuR Übigau)
- Aufstieg der A-Jugend in die Junioren-Bundesliga 2003

## Bekannte Spieler und Trainer
- Frank Aehlig, 1993 bis 1997 Landes- bzw. Oberligaspieler und Geschäftsführer des FV Nord
- Ralf Bulang, 2003 bis 2007 Nachwuchsspieler beim FV Nord
- Steffen Büttner, bis 1977 Nachwuchsspieler bei TuR Übigau
- Levente Csik, 2007/08 Oberligaspieler beim FV Nord bzw. SC Borea
- Matthias Döschner, 1993 bis 1995 Landesligaspieler beim FV Nord
- Ronny Ernst, 1994 Nachwuchs- bzw. Landesligaspieler beim FV Nord
- Heinz Findeisen, 1958 Aufstiegstrainer von TuR Übigau
- Paul Gehrmann, 2012/13 Nachwuchsspieler beim SC Borea
- Oliver Genausch, bis 2011 Nachwuchs- bzw. Oberligaspieler beim FV Nord bzw. SC Borea
- René Groß, 2002 bis 2004 Oberligaspieler beim FV Nord, 2007/08 Torwarttrainer beim FV Nord bzw. SC Borea
- Martin Hauswald, Januar bis Juni 2000 sowie 2001/2002 Oberligaspieler beim FV Nord
- Marius Hauptmann, bis 2013 Nachwuchsspieler beim FV Nord bzw. SC Borea
- Niklas Hauptmann, 2001 bis 2008 Nachwuchsspieler beim FV Nord bzw. SC Borea
- Marcus Hesse, bis 2001 Nachwuchsspieler beim FV Nord sowie 2011 Oberligaspieler beim SC Borea
- Paul Horschig, Nachwuchsspieler beim SC Borea
- Tony Jantschke, 2001 bis 2006 Nachwuchsspieler beim FV Nord
- Christoph Klippel, 1998 bis 2009 Nachwuchs- bzw. Oberligaspieler beim FV Nord bzw. SC Borea
- Robert Koch, 2007 bis 2009 Oberligaspieler beim FV Nord bzw. SC Borea
- Richard Kolitsch, bis 2007 Nachwuchsspieler beim FV Nord
- Ignjac Krešić, März bis September 2011 Trainer beim SC Borea
- Toni Leistner, bis 2010 Nachwuchs- bzw. Oberligaspieler beim FV Nord bzw. SC Borea
- Claus Lichtenberger, 1958 bis 1960 Nachwuchsspieler bei TuR Übigau
- Dirk Losert, 1999/2000 Oberligaspieler beim FV Nord
- Fred Mecke, Trainer der zweiten Herren des SC Borea
- Paul Milde, 2007 bis 2010 Nachwuchsspieler beim SC Borea
- Rocco Milde, 2006 bis 2008 Co-Trainer beim FV Nord bzw. SC Borea
- Tobias Müller, 2006 bis 2010 Nachwuchsspieler beim FV Nord bzw. SC Borea
- Thomas Neubert, 2011 Oberligaspieler beim SC Borea
- Frank Paulus, 2008 bis 2011 Oberligaspieler beim SC Borea
- Sascha Pfeffer, bis 2007 Nachwuchs- bzw. Oberligaspieler beim FV Nord
- Patrick Pflücke, bis 2010 Nachwuchsspieler beim FV Nord bzw. SC Borea
- Sebastian Radtke, 2000 Nachwuchsspieler des FV Nord
- Arne Reetz, 2006 bis 2009 Nachwuchs- bzw. Oberligaspieler beim FV Nord bzw. SC Borea
- Chris Reher, bis 2011 Nachwuchsspieler beim FV Nord bzw. SC Borea
- Falk Schindler, 2007/08 Oberligaspieler beim FV Nord bzw. SC Borea
- Kenny Schmidt, 2010 Oberligaspieler beim SC Borea
- Tim Schreiber, 2013/14 Nachwuchsspieler beim SC Borea
- Frank Schuster, bis 1974 Bezirksligaspieler bei TuR Übigau
- Frank Seifert, 2008/09 Oberligaspieler beim SC Borea
- Tino Semmer, bis 2005 Nachwuchsspieler beim FV Nord
- Mirko Soltau, 2002/03 Oberligaspieler beim FV Nord
- Marvin Stefaniak, 2008 bis 2011 Nachwuchsspieler beim SC Borea
- Athanasios Tsourakis, 2011 Oberligaspieler beim SC Borea
- Philipp Zeiger, bis 2006 Nachwuchsspieler beim FV Nord

## Nachwuchs
Der SC Borea Dresden ist bekannt für seine gute Fußball-Nachwuchsarbeit. Einer der Grundpfeiler des Vereins war seit seiner Gründung 1991, die auch auf die Kaderschmiede SG Dynamo Heide aufbaute, die Ausbildung von Junioren. Seit Ende der 1990er Jahre betreibt der SC Borea ein eigenes Fußballinternat im Jägerpark. Der Verein beziehungsweise seine Vorgänger brachten unter anderem Steffen Büttner, Tony Jantschke und Claus Lichtenberger hervor. Vorläufiger Höhepunkt war, dass die A-Jugend zwischen 2003 und 2006 drei Spielzeiten lang in der A-Junioren-Bundesliga vertreten war. Nach ihrem Abstieg wurde im Juni 2006 eine Nachwuchs-Kooperation mit Dynamo Dresden vereinbart. Für die Dauer von einer Saison wurden schon mehrfach Spieler vom einen an den jeweils anderen Verein ausgeliehen, um A- oder B-Junioren-Mannschaften zu verstärken. Insgesamt nehmen in dieser Saison 13 Juniorenmannschaften des SC Borea am Spielbetrieb teil. Von den ersten Mannschaften einer Altersklasse sind vier (C- bis F-Jugend) in der jeweils höchstmöglichen Spielklasse vertreten. A- und B-Jugend spielen 2012/13 in der Landesliga. 2012 wurde erneut eine Zusammenarbeit mit Dynamo, für zunächst ein Jahr, angekündigt. Die A-Jugend wurde in der Saison 2012/13 Landesmeister und spielte in den Saisons 2013/14 und 2014/15 in der Junioren-Regionalliga, bevor der Abstieg in die Landesliga Sachsen folgte. Sowohl den A-Junioren als auch den B-Junioren glückten in der Saison 2015/16 der Aufstieg in die NOFV-Regionalliga, in welcher beide Mannschaften den direkten Abstieg hinnehmen mussten. Nach drei Jahren in der Landesliga gelang es der A-Jugend in der Saison 2020/21 wieder in die Höherklassigkeit aufzusteigen. Im selben Jahr konnten die B-Junioren ebenfalls den Aufstieg in die Regionalliga perfekt machen.

## Aktuelle und frühere Sportstätten
Die Sportstätte von Borea Dresden ist der 2.000 Zuschauer fassende Sportplatz im Jägerpark. Dieser besitzt nach einem Umbau seit 2005 auch eine eigene Stehplatztribüne für die Gästefans. Er befindet sich im Stadtteil Albertstadt an der Grenze zur Radeberger Vorstadt und liegt am Rand der Dresdner Heide; zuvor spielte dort die SG Dynamo Heide Dresden, einer der beiden Vorläufer des SC Borea. Der Name des Sportgeländes leitet sich ab von einem Truppenübungsplatz der ehemals in der Nähe stationierten sächsischen Jäger, der sich schon vor 1900 hier befand.
Eine frühere Spielstätte ist der Sportplatz Wurzener Straße, vormals Rudi-Pinkert-Stadion, in Pieschen nahe der Stadtteilgrenze zu Mickten. Einer der Vorläufer des SC Borea, die BSG Schiffswerft Übigau, spielte im Stadtteil Übigau auf dem mittlerweile für Hundesport genutzten Sportplatz Washingtonstraße in unmittelbarer Nähe der Flügelwegbrücke, dessen einstige Bestimmung als Fußballplatz jedoch noch klar erkennbar ist.